# 초선 (불교)
초선(初禪, 산스크리트어: prathama-dhyāna, pūrva-dhyāna, 팔리어: paṭhama-jjhān, 영어: first meditation, first concentration), 초선정(初禪定) 또는 초정려(初靜慮)는 번뇌를 조복하거나 대치하는 선(善)과 지(智)가 일어나는 기반이 되고 4무량 · 8해탈 · 8승처 · 10변지 등과 같은 여러 뛰어난 공덕을 낳는 작용을 하는 선정들인 색계의 4선(四禪) 또는 5선(五禪) 중의 첫 번째를 말한다.
초선은 3계9지(三界九地)의 관점에서는 첫 번째 지(地)로서 욕계에 속한 욕계오취지(欲界五趣地) 즉 욕계산지(欲界散地) 다음의 두 번째 지(地)로서 색계에 속한  이생희락지(離生喜樂地)라고 불리는데, 욕계를 떠남[離]으로서 생기[生]는 기쁨[喜]과 즐거움[樂]을 느끼는 선정의 상태[地]이다. 달리 말해, 지속적인 선정 수행을 통해 욕계의 속박을 일시적으로나마 벗어나는 상태가 될 때 그것에 따른 자연적인 기쁨과 즐거움을 느끼는 상태이다.
선정을 구성하는 요소인 정려지(靜慮支)의 관점에서 보면, 초선은 심(尋) · 사(伺) · 희(喜) · 낙(樂) · 심일경성(心一境性)의 다섯 가지 요소로 이루어져 있다. 즉, 초선의 본질은 4선 또는 5선의 다른 색계 선정들이나 4무색정의 무색계 선정들과 마찬가지로 심일경성 즉 집중 즉 삼마지이다. 그리고 심(尋) · 사(伺) · 희(喜) · 낙(樂)은 초선이 다른 선정들과 구별되는 차이점이다. 그리고 정려지로서의 희(喜) · 낙(樂)은 곧 이생희락지(離生喜樂地)의 기쁨[喜]과 즐거움[樂]을 뜻한다.
심(尋)과 사(伺)는 부정심소에 속한 마음작용들인데, 심(尋)은 대상을 개략적으로 인식하는 마음작용으로 거친 생각 또는 대강의 생각을 뜻하고, 사(伺)는 대상을 자세하게 인식하는 마음작용으로 자세한 생각 또는 정밀한 생각을 뜻한다. 보다 구체적으로 선정 수행의 관점에서 볼 때, 심(尋)은 명상 대상에 마음과 마음작용을 의식적으로 기울이는 것으로, 일으킨 생각을 의미한다. 그리고 사(伺)는 마음을 대상에 지속적으로 초점화하는 것으로, 지속적 고찰을 의미한다.
이것은 초선이란 대상에 대해 의식적으로 집중하는 것을 지속함으로 인해 획득되는, 즉, 심과 사를 통해 획득되는, 욕계를 떠남[離]으로서 생기[生]는 기쁨[喜]과 즐거움[樂]을 느끼는 상태라는 것을 뜻한다. 달리 말해, 초선을 성취하는 방법이란  심(尋)과 사(伺)의 단련 또는 개발이 그  방법이라는 것을 뜻한다.
초선을 심(尋)과 사(伺) 두 가지가 모두 존재하는 선정 즉 삼마지 즉 심일경성이라고 하여, 유심유사삼마지(有尋有伺三摩地)라고도 한다. 구역(舊譯)에서는 심(尋: 의식적으로 마음을 기울임)을 각(覺: 알아차림)이라고 하고 사(伺: 지속적으로 초점화함)를 관(觀: 관찰)이라 하기 때문에 유각유관삼마지(有覺有觀三摩地)라고도 한다. 이 명칭들은 한편으로는 초선의 특징을 말하는 것이며 한편으로는 초선을 성취하기 위한 방법을 말하는 것이다.

## 같이 보기
- 4선
- 5선
- 3삼매
- 3해탈문
- 4무량심
- 8해탈
- 8승처
- 10변지
- 색계
- 무색계